# Fennomania

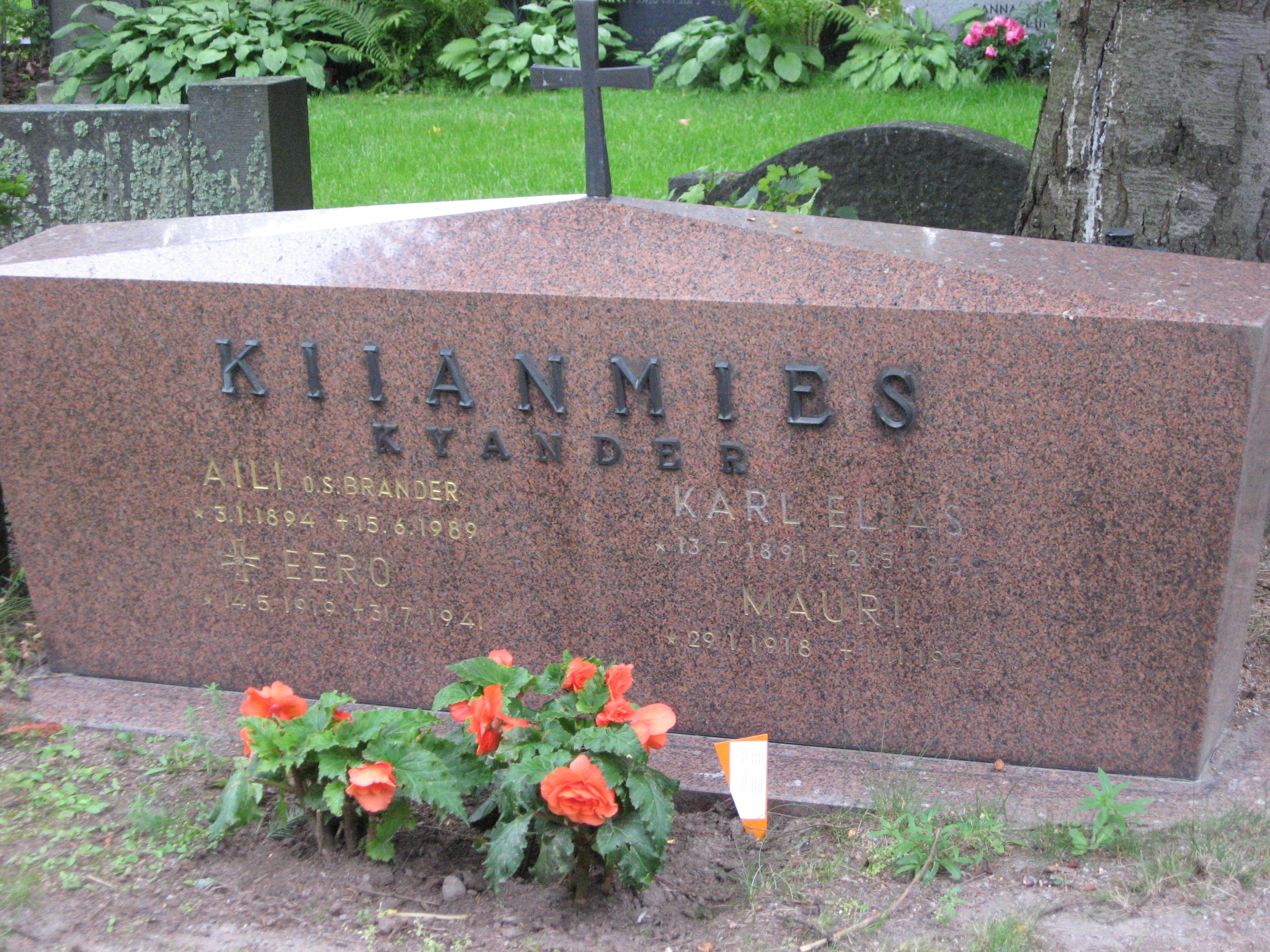
Tomba a Tampere in cui si può notare il cognome svedese Kyander sotto a quello finnicizzato Kiianmies

Con il termine fennomania o movimento dei fennomani si identifica un movimento politico del XIX secolo, ispirato al nazionalismo romantico, nato nell'allora Granducato di Finlandia, stato precedente l'attuale Finlandia, appartenente all'Impero russo dal 1809 fino al 1917.
D'ispirazione nazionalista, il movimento fondò, successivamente alla guerra di Crimea, il Partito finnico, che poneva al centro la riscoperta e lo sviluppo della lingua e della cultura del paese.